# Adua e le compagne
Adua e le compagne è un film italiano del 1960 diretto da Antonio Pietrangeli.
Il film affronta il tema della prostituzione in Italia, dopo l'approvazione della legge Merlin (1958) che disponeva la chiusura delle case di tolleranza.

## Trama
La chiusura delle case di tolleranza lascia Adua, Milly, Lolita e Marilina prive della loro abituale fonte di sussistenza. Le quattro giovani decidono di aprire una trattoria nella periferia di Roma, allo scopo di organizzare una "casa di piacere" clandestina dietro il paravento di un'attività onesta.
A causa del passato delle quattro donne, schedate come prostitute, il comune nega la licenza. Per superare il problema Adua si rivolge a un certo Ercoli, aspirante lenone, che richiede la licenza a suo nome. L'accordo è che, nei primi mesi, le donne dovranno mantenere un comportamento irreprensibile, per poi riprendere la solita attività e corrispondere a questi la somma di 1 milione al mese quale "affitto".
Per Adua e le compagne inizia una nuova vita e inaspettatamente cominciano a trarre dal lavoro una serenità d'animo sino ad allora sconosciuta. Gli affari prosperano e alle donne si apre una nuova e insperata prospettiva di un lavoro dignitoso e di un possibile reinserimento nella società. Decidono quindi di non mantenere i patti, rifiutandosi di ricominciare a prostituirsi. Per vendicarsi dello sgarro, Ercoli minaccia di far chiudere immediatamente la trattoria, facendo sfumare le speranze di riabilitazione delle quattro donne che invano chiederanno disperatamente aiuto, ricevendo invece una denuncia e il foglio di via.
Abbandonate da tutti, denunciate dalla stampa locale e allontanate dalle autorità, nell'impeto della delusione, le donne distruggono la trattoria per finire mestamente alla vita da marciapiede.

## Critica
Film omesso anche a livello di catalogazione alla voce dedicata al regista nel colossale e importante Dizionario del cinema che Georges Sadoul pubblicò in Francia a metà degli anni Sessanta, così come nella traduzione, revisione e adattamento della versione italiana , Adua e le sue compagne avrà poi un'attenzione notevole nel lavoro enciclopedico curato da Alfonso Canziani, dove si trova una citazione sul «notevole Adua e le sue compagne (1960), che pur nell'ambito di una materia melodrammatica e facile ai cedimenti resta sempre un efficace ritratto di emarginazione femminile», vena di ispirazione che si esprimerà poi anche ne La parmigiana e in Io la conoscevo bene. Adua e le compagne, quando uscì sugli schermi cinematografici, d'altra parte, godette di un eccezionale successo commerciale incassando 760 milioni di lire soltanto in Italia . A metà strada troviamo il giudizio di Gian Piero Brunetta che giudica il film «Discontinuo, pieno di cadute con non poche concessioni a un gusto para - goliardico» che però «conferma l'abilità dell'autore nella caratterizzazione dei personaggi femminili e il suo dominio di più registri. Nel finale si sfiora la tragedia e in questa occasione, come altrove, una sorta di pudore lo blocca sulla soglia di un registro stilistico che, forse, sente ancora al di fuori della propria portata».